# Traun (rivier)
De Traun is een 153 km lange rivier in Opper-Oostenrijk. Zij ontspringt in het Salzkammergut, vloeit dan door de Hallstätter See en de Traunsee en mondt bij Linz van rechts uit in de Donau. Andere steden aan de loop van de Traun zijn Bad Ischl, Gmunden, Wels en Traun.
Het gemiddeld debiet bedraagt 135 m³/s en daarmee is de Traun, na de Inn en de Enns, de belangrijkste Oostenrijkse zijrvier van de Donau.
De Traunseebahn en Traunseetram zijn naar deze rivier vernoemd omdat ze in de buurt van de rivier zijn, maar niet pal ernaast.

## Foto's

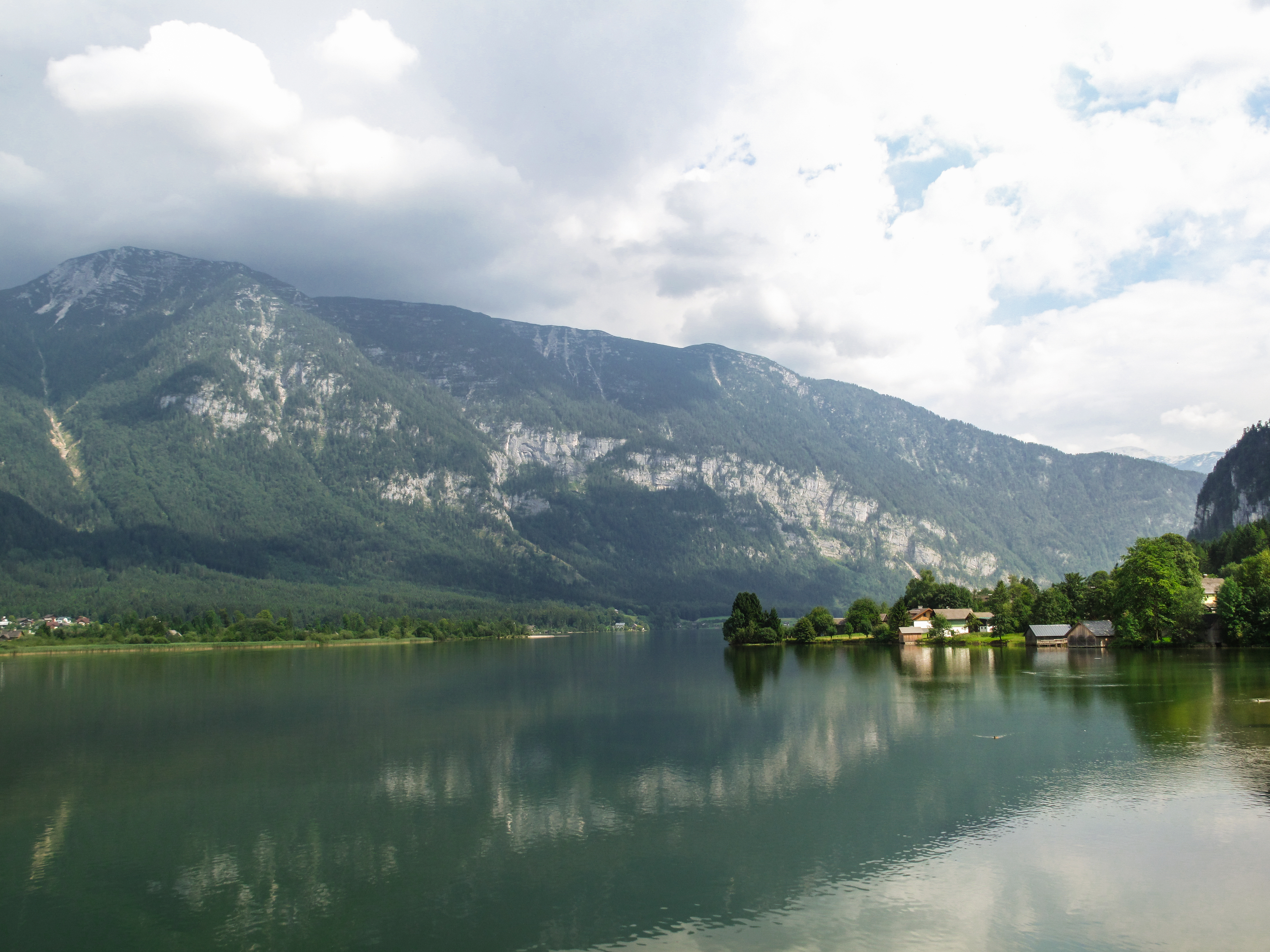
De Traun tussen Au en Steeg
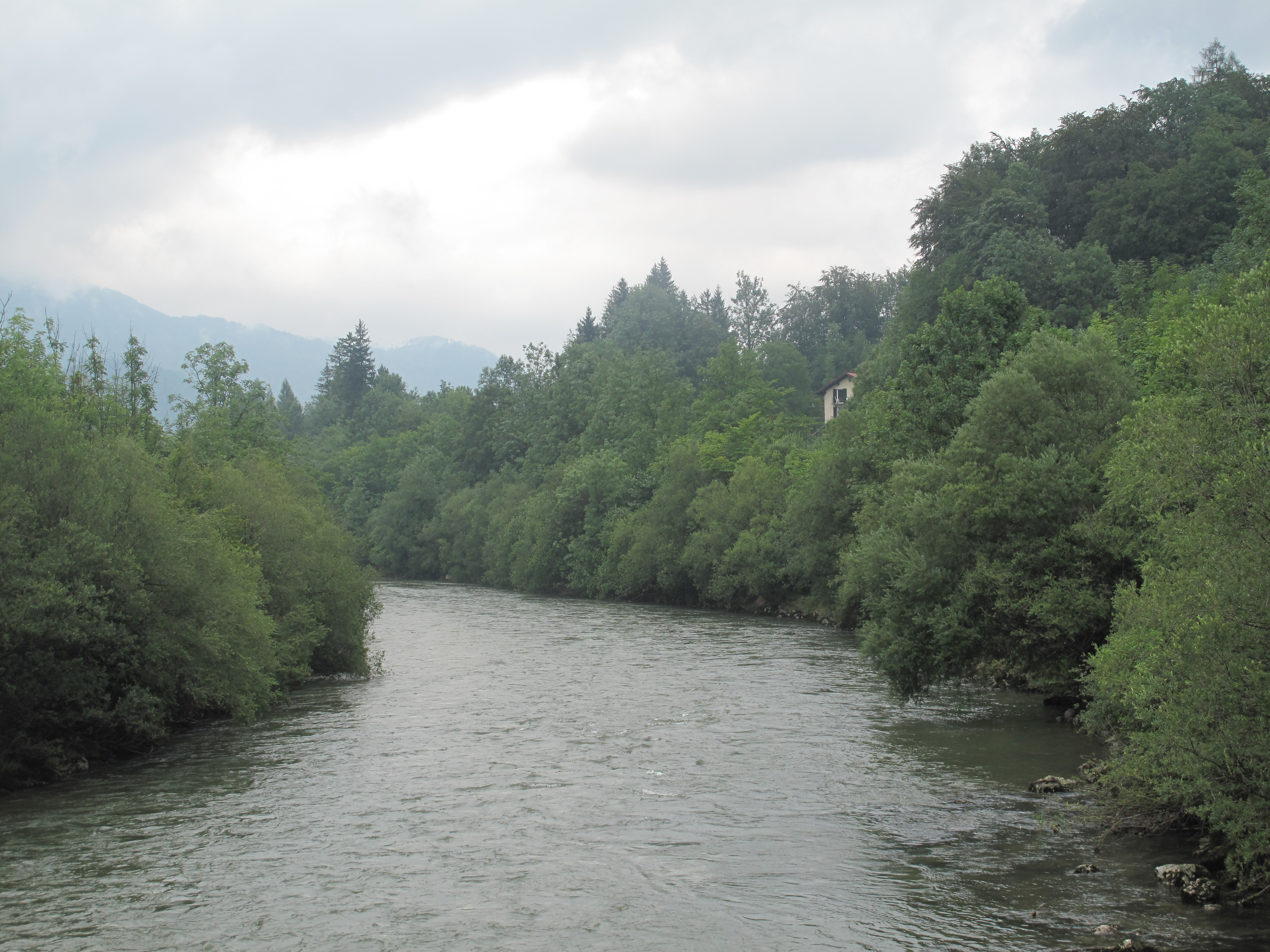
De Traun bij Lauffen

- Gemeinsame Normdatei: 4122738-4
- Nationale Bibliotheek van Tsjechië: ge686289
- Virtual International Authority File: 6672162422753332460001